# Carracedo (La Peroja)
Carracedo (llamada oficialmente Santiago de Carracedo) es una parroquia y una aldea del municipio español de La Peroja, en la provincia de Orense, Galicia.

## Organización territorial
La parroquia está formada por diecinueve entidades de población, constando diecisiete de ellas en el nomenclátor del Instituto Nacional de Estadística español:

### Entidades de población
Entidades de población que forman parte de la parroquia:
- Barras (As Barras)
- Barrio
- Carracedo
- Coto (O Coto)
- Diarada
- Outeiro de Carracedo
- Pacio
- Pedreira
- Recheda (A Recheda)
- Reza
- Rivas (Ribas)
- Sampayo (San Paio)
- San Martiño
- Sandamiro
- Solleira
- Vilaboa
- Vilamayor (Vilamaior)
- Vilar de Carracedo

### Despoblado
Despoblado que forma parte de la parroquia:
- Areas

## Demografía

### Parroquia
| Gráfica de evolución demográfica de Carracedo (parroquia) entre 2000 y 2023 |
|                                                                             |
| Datos según el nomenclátor publicado por el INE.                            |

### Aldea
| Gráfica de evolución demográfica de Carracedo (aldea) entre 2000 y 2023 |
|                                                                         |
| Datos según el nomenclátor publicado por el INE.                        |